# Filippo Abbiati

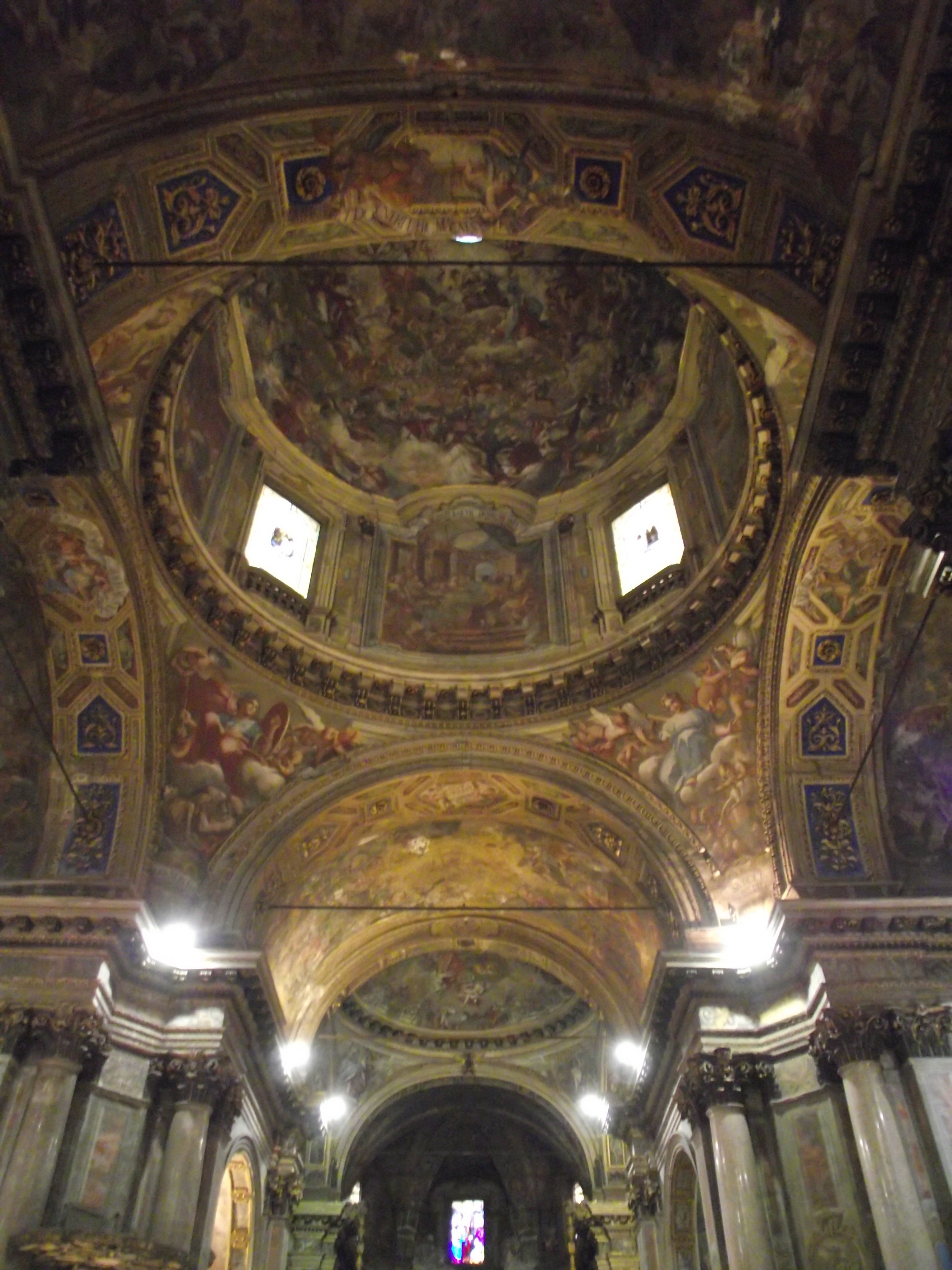
Gli affreschi delle volte e la cupola col Paradiso della chiesa di Sant'Alessandro in Zebedia a Milano.

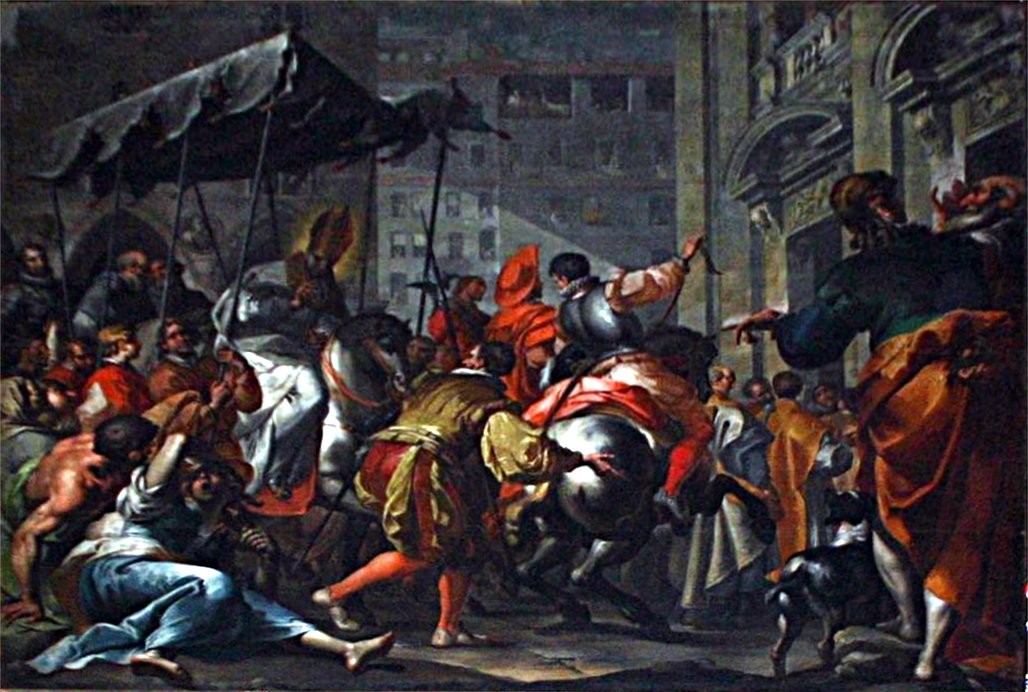
San Carlo Borromeo entra a Milano, Duomo, Milano

Filippo Abbiati (Milano, 1640 – Milano, 1715) è stato un pittore italiano.

## Biografia
Fu, insieme ad Andrea Lanzani e al Legnanino, tra i maggiori esponenti, in ambito pittorico, del Barocco a Milano.
Allievo di Carlo Francesco Nuvolone, del quale riprese il tocco fluido e il gusto per i fondi spaziosi e luminosi, e poi di Antonio Busca, si formò prevalentemente con lo studio della prima pittura secentesca lombarda, del Cerano, del Morazzone e del Procaccini; sviluppò successivamente la conoscenza del Barocco romano fino ad attingere le prime manifestazioni del Rococò, nel contatto con la pittura veneziana di Federico Bencovich e Sebastiano Ricci, influenzando in questa direzione gli allievi Pietro Maggi e Giuseppe Rivola. 
Alla sua scuola appartenne anche Alessandro Magnasco.
L'Abbiati sviluppò la sua copiosa produzione soprattutto a Milano e nei dintorni, ma le notizie sulla sua vita sono scarse e controverse. Nel 1671 produsse una tela – perduta – per la milanese chiesa di Santa Maria del Carmine e un'altra, anch'essa non più esistente, per la Scuola di San Giovanni a Murano, cosa che suggerisce una sua presenza a Venezia, mentre un suo viaggio a Roma prima del 1674 è stato ipotizzato per spiegare gli influssi della pittura romana nella sua tela del Beato Tolomeo, conservata nella chiesa milanese di San Vittore al Corpo.
Sotto la committenza di Vitaliano VI Borromeo esegue numerosi lavori ad Angera e sull'Isola Bella,  a Novara le Storie di San Lorenzo al pozzo, una serie di 31 teleri per il Duomo di Novara dei quali ne rimangono 24 tre dei quali in formato ridotto. Suo anche uno dei Quadroni di San Carlo nel Duomo di Milano intitolato Il solenne ingresso di San Carlo in Milano.
Per il Santuario della Beata Vergine dei Miracoli a Saronno dipinge nel 1677 la pala della Predicazione di san Giovanni Battista, forse insieme con Luca Borromeo, e un David; nel 1688 vi dipingerà anche La caduta della manna.
Nel 1680 gli sono commissionate tre tele per la chiesa di San Sebastiano, a Milano. Suo capolavoro vengono considerati gli affreschi sulla controfacciata, nel coro e nella cupola della chiesa milanese di Sant'Alessandro, eseguiti dal 1683 al 1696 in collaborazione con Federico Bianchi, dove non è però agevole distinguere l'opera dell'uno da quella dell'altro, anche se taluni sostengono come solamente il Trionfo della Santissima Trinità, nella cupola, e le Scene della vita di San Alessandro, nel coro, siano di sua mano. Intanto dipinge Il concilio di Efeso per la chiesa di Santa Maria del Carmine e ben 31 tele con Scene della vita di san Lorenzo per il Duomo di Novara.
Nel 1700 ottiene pagamenti per il suo contributo alle cerimonie funebri in onore dell'imperatore Carlo II. Intorno a quell'anno dipinge per la chiesa di Sant'Antonio le Scene della vita di sant'Andrea Avellino, il Sant'Antonio converte un eretico, il San Pietro martire smaschera una falsa Madonna e il Miracolo della mula, questi ultimi due conservati attualmente nel Museo Diocesano di Milano.
La sua attività degli ultimi anni non è documentata.

## Altre opere
- Banchetto solenne offerto da Vitaliano I Borromeo a Filippo Maria Visconti e ad Alfonso d'Aragona, 1674/75, olio su tela, 285x360, Rocca di Angera, Angera
- Ritratto di Filippo Pirogalli, ca 1677, Ospedale Maggiore, Milano
- Vitaliano I Borromeo approva il progetto per il monumento sepolcrale a Santa Giustina, 1678, olio su tela, 364x222, Palazzo Borromeo, Isola Bella, Stresa
- La nascita di Maria, ca 1680, Basilica di Santa Maria dei Miracoli, Morbio Inferiore, Svizzera
- Entrata solenne in Milano di Isabella d'Aragona, 1683/84, olio su tela, 310x560, Rocca di Angera, Angera
- Storie di San Lorenzo al Pozzo, 1684-1692, olio su tela, Serie di 24 teleri sormontati da cartelle con titolazioni in endecasillabi, Duomo, Novara

- Autoritratto, Brera, Milano
- L'apparizione della Vergine a papa Onorio III, Chiesa di Santa Maria del Carmine, Pavia
- S. Siro davanti al Pontefice, Duomo, Pavia
- Teodote presenta a San Benedetto il modello della chiesa, Monastero di Santa Maria Teodote, Pavia
- David; Mosè; sant'Agostino Certosa, Pavia
- Cristo portacroce Museo civico, Pavia,
- Martirio di Sant'Andrea, Museo Francesco Borgogna,  (in deposito dalla Chiesa abbaziale di S. Maria di Lucedio), Vercelli
- Resurrezione, olio su tela, 170x240, chiesa di San Martino, Vignonte, oggetto di furto nel 1990
- Visitazione della Vergine a Santa Elisabetta, olio su tela, 265x195, Monastero della Visitazione, Arona
- San Tommaso da Villanova con Vergine e Bambino e San Tommaso da Villanova compie un miracolo, ca. 1690, olio su tela, Collegio Nazionale, Novara
- Svenimento di Ester davanti ad Assuero, fine del XVII secolo, olio su tela, Palazzo Morando, Milano

Suoi disegni sono conservati nell'Accademia Carrara di Bergamo e nella Biblioteca Ambrosiana di Milano.